# Frederik X van Denemarken

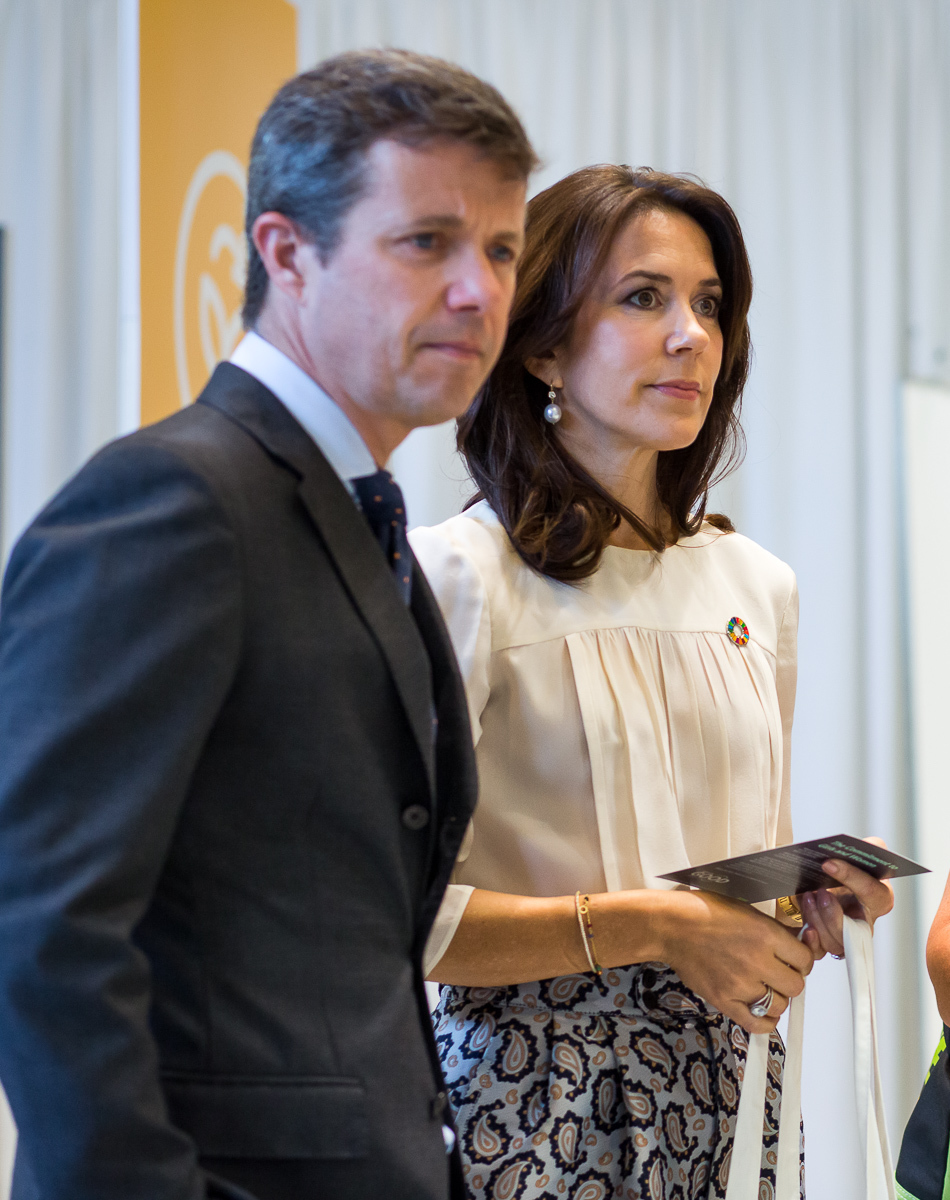
Prins Frederik en prinses Mary in 2016

Frederik André Henrik Christian (Kopenhagen, 26 mei 1968) is als Frederik X sinds 14 januari 2024 koning van Denemarken. Hij is de oudste zoon uit het huwelijk van koningin Margrethe II van Denemarken en prins Henrik.

## Levensloop

### Jeugd en opleiding
Frederik doorliep de middelbare school in Kopenhagen, waar hij in 1986 eindexamen deed, nadat hij ook een jaar in het geboorteland van zijn vader, Frankrijk, naar school was gegaan. Hij studeerde aan Harvard als onderdeel van de studie politicologie en aan de Universiteit van Aarhus. Zijn afstudeeronderwerp was de buitenlandse politiek van de Baltische staten. Hij werkte na zijn afstuderen een jaar als secretaris van de Deense ambassade in Parijs. Vervolgens vervulde hij diverse functies in het leger, onder meer bij een commando-eenheid. Daarnaast vervult Frederik vele andere maatschappelijke functies, waaronder het lidmaatschap van het IOC (2009-2021) en deelnemer aan klimaatconferenties. Hij heeft eens een sledehondenexpeditie van 2800 kilometer gemaakt door Groenland.

### Huwelijk en gezin
Tijdens de Olympische Zomerspelen 2000 van Sydney leerde hij de Australische Mary Elizabeth Donaldson kennen. Op 14 mei 2004 trouwde het paar in de Vor Frue Kirke in Kopenhagen met aansluitend feest in het paleis Fredensborg. 
Zij kregen vier kinderen:
- Christian (15 oktober 2005)
- Isabella (21 april 2007)
- Vincent (8 januari 2011)
- Josephine (8 januari 2011)

### Koningschap
Op 31 december 2023 kondigde zijn moeder, koningin Margrethe II, haar aftreden aan in haar nieuwjaarstoespraak. Frederik werd pas enkele dagen voor de toespraak op de hoogte gebracht van het plan om te abdiceren. Frederik werd op 14 januari 2024 tijdens de troonswisseling koning van Denemarken. Bij zijn troonsbestijging werd Frederik X gepromoveerd tot de hoogste functies van het leger, de marine en de luchtmacht, die gelijk staan aan Chief of Defence.
De koning publiceerde zijn visie over het koningschap in een boek van 110 pagina's: Kongeord (koninklijk woord).

## Namen en doopnamen
De koning heeft vier namen: 
- Frederik naar de grootvader van moeders kant Frederik IX, naar de Deense traditie om de troonopvolger Frederik of Christiaan te noemen.
- André naar de grootvader van vaders kant André de Laborde de Monpezat.
- Henrik naar zijn vader Prins Henrik.
- Christian, de naam die alle Deense koningen volgens traditie in hun naam hebben.

## Kwartierstaat
| Henri de Laborde de Monpezat (1868-1929) | Henri de Laborde de Monpezat (1868-1929) | Henri de Laborde de Monpezat (1868-1929) | Henri de Laborde de Monpezat (1868-1929) | Henri de Laborde de Monpezat (1868-1929) | Henri de Laborde de Monpezat (1868-1929) | Henriette Hallberg (1880-1973)           | Henriette Hallberg (1880-1973)           | Henriette Hallberg (1880-1973)           | Henriette Hallberg (1880-1973)           | Henriette Hallberg (1880-1973)                            | Henriette Hallberg (1880-1973)                            |                                                           |                                                           | Maurice Pierre Daniel Doursenot (1883-1916)               | Maurice Pierre Daniel Doursenot (1883-1916)               | Maurice Pierre Daniel Doursenot (1883-1916) | Maurice Pierre Daniel Doursenot (1883-1916) | Maurice Pierre Daniel Doursenot (1883-1916) | Maurice Pierre Daniel Doursenot (1883-1916) | Margaretha Marthe Gay (1883-1974)  | Margaretha Marthe Gay (1883-1974)  | Margaretha Marthe Gay (1883-1974) | Margaretha Marthe Gay (1883-1974) | Margaretha Marthe Gay (1883-1974) | Margaretha Marthe Gay (1883-1974) |  |  | Christiaan X van Denemarken (1870-1947) | Christiaan X van Denemarken (1870-1947) | Christiaan X van Denemarken (1870-1947) | Christiaan X van Denemarken (1870-1947) | Christiaan X van Denemarken (1870-1947) | Christiaan X van Denemarken (1870-1947) | Alexandrine Augusta van Mecklenburg-Schwerin (1879-1952) | Alexandrine Augusta van Mecklenburg-Schwerin (1879-1952) | Alexandrine Augusta van Mecklenburg-Schwerin (1879-1952) | Alexandrine Augusta van Mecklenburg-Schwerin (1879-1952) | Alexandrine Augusta van Mecklenburg-Schwerin (1879-1952) | Alexandrine Augusta van Mecklenburg-Schwerin (1879-1952) |                                     |                                     | Gustaaf VI Adolf van Zweden (1882–1973) | Gustaaf VI Adolf van Zweden (1882–1973) | Gustaaf VI Adolf van Zweden (1882–1973) | Gustaaf VI Adolf van Zweden (1882–1973) | Gustaaf VI Adolf van Zweden (1882–1973) | Gustaaf VI Adolf van Zweden (1882–1973) | Margaretha van Connaught (1882-1920) | Margaretha van Connaught (1882-1920) | Margaretha van Connaught (1882-1920) | Margaretha van Connaught (1882-1920) | Margaretha van Connaught (1882-1920) | Margaretha van Connaught (1882-1920) |  |  |  |  |  |  |  |  |  |  |  |  |  |  |  |  |  |  |  |  |  |  |  |  |  |  |  |  |  |  |  |  |  |  |  |  |  |  |  |  |  |  |  |  |  |  |  |  |
| Henri de Laborde de Monpezat (1868-1929) | Henri de Laborde de Monpezat (1868-1929) | Henri de Laborde de Monpezat (1868-1929) | Henri de Laborde de Monpezat (1868-1929) | Henri de Laborde de Monpezat (1868-1929) | Henri de Laborde de Monpezat (1868-1929) | Henriette Hallberg (1880-1973)           | Henriette Hallberg (1880-1973)           | Henriette Hallberg (1880-1973)           | Henriette Hallberg (1880-1973)           | Henriette Hallberg (1880-1973)                            | Henriette Hallberg (1880-1973)                            |                                                           |                                                           | Maurice Pierre Daniel Doursenot (1883-1916)               | Maurice Pierre Daniel Doursenot (1883-1916)               | Maurice Pierre Daniel Doursenot (1883-1916) | Maurice Pierre Daniel Doursenot (1883-1916) | Maurice Pierre Daniel Doursenot (1883-1916) | Maurice Pierre Daniel Doursenot (1883-1916) | Margaretha Marthe Gay (1883-1974)  | Margaretha Marthe Gay (1883-1974)  | Margaretha Marthe Gay (1883-1974) | Margaretha Marthe Gay (1883-1974) | Margaretha Marthe Gay (1883-1974) | Margaretha Marthe Gay (1883-1974) |  |  | Christiaan X van Denemarken (1870-1947) | Christiaan X van Denemarken (1870-1947) | Christiaan X van Denemarken (1870-1947) | Christiaan X van Denemarken (1870-1947) | Christiaan X van Denemarken (1870-1947) | Christiaan X van Denemarken (1870-1947) | Alexandrine Augusta van Mecklenburg-Schwerin (1879-1952) | Alexandrine Augusta van Mecklenburg-Schwerin (1879-1952) | Alexandrine Augusta van Mecklenburg-Schwerin (1879-1952) | Alexandrine Augusta van Mecklenburg-Schwerin (1879-1952) | Alexandrine Augusta van Mecklenburg-Schwerin (1879-1952) | Alexandrine Augusta van Mecklenburg-Schwerin (1879-1952) |                                     |                                     | Gustaaf VI Adolf van Zweden (1882–1973) | Gustaaf VI Adolf van Zweden (1882–1973) | Gustaaf VI Adolf van Zweden (1882–1973) | Gustaaf VI Adolf van Zweden (1882–1973) | Gustaaf VI Adolf van Zweden (1882–1973) | Gustaaf VI Adolf van Zweden (1882–1973) | Margaretha van Connaught (1882-1920) | Margaretha van Connaught (1882-1920) | Margaretha van Connaught (1882-1920) | Margaretha van Connaught (1882-1920) | Margaretha van Connaught (1882-1920) | Margaretha van Connaught (1882-1920) |  |  |  |  |  |  |  |  |  |  |  |  |  |  |  |  |  |  |  |  |  |  |  |  |  |  |  |  |  |  |  |  |  |  |  |  |  |  |  |  |  |  |  |  |  |  |  |  |
|                                          |                                          |                                          |                                          |                                          |                                          |                                          |                                          |                                          |                                          |                                                           |                                                           |                                                           |                                                           |                                                           |                                                           |                                             |                                             |                                             |                                             |                                    |                                    |                                   |                                   |                                   |                                   |  |  |                                         |                                         |                                         |                                         |                                         |                                         |                                                          |                                                          |                                                          |                                                          |                                                          |                                                          |                                     |                                     |                                         |                                         |                                         |                                         |                                         |                                         |                                      |                                      |                                      |                                      |                                      |                                      |  |  |  |  |  |  |  |  |  |  |  |  |  |  |  |  |  |  |  |  |  |  |  |  |  |  |  |  |  |  |  |  |  |  |  |  |  |  |  |  |  |  |  |  |  |  |  |  |
|                                          |                                          |                                          |                                          | André de Laborde de Monpezat (1907-1998) | André de Laborde de Monpezat (1907-1998) | André de Laborde de Monpezat (1907-1998) | André de Laborde de Monpezat (1907-1998) | André de Laborde de Monpezat (1907-1998) | André de Laborde de Monpezat (1907-1998) |                                                           |                                                           |                                                           |                                                           |                                                           |                                                           | Renée Yvonne Doursenot (1908-2001)          | Renée Yvonne Doursenot (1908-2001)          | Renée Yvonne Doursenot (1908-2001)          | Renée Yvonne Doursenot (1908-2001)          | Renée Yvonne Doursenot (1908-2001) | Renée Yvonne Doursenot (1908-2001) |                                   |                                   |                                   |                                   |  |  |                                         |                                         |                                         |                                         | Frederik IX van Denemarken (1899-1972)  | Frederik IX van Denemarken (1899-1972)  | Frederik IX van Denemarken (1899-1972)                   | Frederik IX van Denemarken (1899-1972)                   | Frederik IX van Denemarken (1899-1972)                   | Frederik IX van Denemarken (1899-1972)                   |                                                          |                                                          |                                     |                                     |                                         |                                         | Ingrid van Zweden (1910-2000)           | Ingrid van Zweden (1910-2000)           | Ingrid van Zweden (1910-2000)           | Ingrid van Zweden (1910-2000)           | Ingrid van Zweden (1910-2000)        | Ingrid van Zweden (1910-2000)        |                                      |                                      |                                      |                                      |  |  |  |  |  |  |  |  |  |  |  |  |  |  |  |  |  |  |  |  |  |  |  |  |  |  |  |  |  |  |  |  |  |  |  |  |  |  |  |  |  |  |  |  |  |  |  |  |
|                                          |                                          |                                          |                                          | André de Laborde de Monpezat (1907-1998) | André de Laborde de Monpezat (1907-1998) | André de Laborde de Monpezat (1907-1998) | André de Laborde de Monpezat (1907-1998) | André de Laborde de Monpezat (1907-1998) | André de Laborde de Monpezat (1907-1998) |                                                           |                                                           |                                                           |                                                           |                                                           |                                                           | Renée Yvonne Doursenot (1908-2001)          | Renée Yvonne Doursenot (1908-2001)          | Renée Yvonne Doursenot (1908-2001)          | Renée Yvonne Doursenot (1908-2001)          | Renée Yvonne Doursenot (1908-2001) | Renée Yvonne Doursenot (1908-2001) |                                   |                                   |                                   |                                   |  |  |                                         |                                         |                                         |                                         | Frederik IX van Denemarken (1899-1972)  | Frederik IX van Denemarken (1899-1972)  | Frederik IX van Denemarken (1899-1972)                   | Frederik IX van Denemarken (1899-1972)                   | Frederik IX van Denemarken (1899-1972)                   | Frederik IX van Denemarken (1899-1972)                   |                                                          |                                                          |                                     |                                     |                                         |                                         | Ingrid van Zweden (1910-2000)           | Ingrid van Zweden (1910-2000)           | Ingrid van Zweden (1910-2000)           | Ingrid van Zweden (1910-2000)           | Ingrid van Zweden (1910-2000)        | Ingrid van Zweden (1910-2000)        |                                      |                                      |                                      |                                      |  |  |  |  |  |  |  |  |  |  |  |  |  |  |  |  |  |  |  |  |  |  |  |  |  |  |  |  |  |  |  |  |  |  |  |  |  |  |  |  |  |  |  |  |  |  |  |  |
|                                          |                                          |                                          |                                          |                                          |                                          |                                          |                                          |                                          |                                          | Henri Marie Jean André de Laborde de Monpezat (1934–2018) | Henri Marie Jean André de Laborde de Monpezat (1934–2018) | Henri Marie Jean André de Laborde de Monpezat (1934–2018) | Henri Marie Jean André de Laborde de Monpezat (1934–2018) | Henri Marie Jean André de Laborde de Monpezat (1934–2018) | Henri Marie Jean André de Laborde de Monpezat (1934–2018) |                                             |                                             |                                             |                                             |                                    |                                    |                                   |                                   |                                   |                                   |  |  |                                         |                                         |                                         |                                         |                                         |                                         |                                                          |                                                          |                                                          |                                                          | Margrethe II van Denemarken (1940-)                      | Margrethe II van Denemarken (1940-)                      | Margrethe II van Denemarken (1940-) | Margrethe II van Denemarken (1940-) | Margrethe II van Denemarken (1940-)     | Margrethe II van Denemarken (1940-)     |                                         |                                         |                                         |                                         |                                      |                                      |                                      |                                      |                                      |                                      |  |  |  |  |  |  |  |  |  |  |  |  |  |  |  |  |  |  |  |  |  |  |  |  |  |  |  |  |  |  |  |  |  |  |  |  |  |  |  |  |  |  |  |  |  |  |  |  |
|                                          |                                          |                                          |                                          |                                          |                                          |                                          |                                          |                                          |                                          | Henri Marie Jean André de Laborde de Monpezat (1934–2018) | Henri Marie Jean André de Laborde de Monpezat (1934–2018) | Henri Marie Jean André de Laborde de Monpezat (1934–2018) | Henri Marie Jean André de Laborde de Monpezat (1934–2018) | Henri Marie Jean André de Laborde de Monpezat (1934–2018) | Henri Marie Jean André de Laborde de Monpezat (1934–2018) |                                             |                                             |                                             |                                             |                                    |                                    |                                   |                                   |                                   |                                   |  |  |                                         |                                         |                                         |                                         |                                         |                                         |                                                          |                                                          |                                                          |                                                          | Margrethe II van Denemarken (1940-)                      | Margrethe II van Denemarken (1940-)                      | Margrethe II van Denemarken (1940-) | Margrethe II van Denemarken (1940-) | Margrethe II van Denemarken (1940-)     | Margrethe II van Denemarken (1940-)     |                                         |                                         |                                         |                                         |                                      |                                      |                                      |                                      |                                      |                                      |  |  |  |  |  |  |  |  |  |  |  |  |  |  |  |  |  |  |  |  |  |  |  |  |  |  |  |  |  |  |  |  |  |  |  |  |  |  |  |  |  |  |  |  |  |  |  |  |
|                                          |                                          |                                          |                                          |                                          |                                          |                                          |                                          |                                          |                                          |                                                           |                                                           |                                                           |                                                           |                                                           |                                                           |                                             |                                             |                                             |                                             |                                    |                                    |                                   |                                   |                                   |                                   |  |  |                                         |                                         |                                         |                                         |                                         |                                         |                                                          |                                                          |                                                          |                                                          |                                                          |                                                          |                                     |                                     |                                         |                                         |                                         |                                         |                                         |                                         |                                      |                                      |                                      |                                      |                                      |                                      |  |  |  |  |  |  |  |  |  |  |  |  |  |  |  |  |  |  |  |  |  |  |  |  |  |  |  |  |  |  |  |  |  |  |  |  |  |  |  |  |  |  |  |  |  |  |  |  |
|                                          |                                          |                                          |                                          |                                          |                                          |                                          |                                          |                                          |                                          |                                                           |                                                           |                                                           |                                                           |                                                           |                                                           |                                             |                                             |                                             |                                             |                                    |                                    |                                   |                                   |                                   |                                   |  |  |                                         |                                         |                                         |                                         |                                         |                                         |                                                          |                                                          |                                                          |                                                          |                                                          |                                                          |                                     |                                     |                                         |                                         |                                         |                                         |                                         |                                         |                                      |                                      |                                      |                                      |                                      |                                      |  |  |  |  |  |  |  |  |  |  |  |  |  |  |  |  |  |  |  |  |  |  |  |  |  |  |  |  |  |  |  |  |  |  |  |  |  |  |  |  |  |  |  |  |  |  |  |  |
|                                          |                                          |                                          |                                          |                                          |                                          |                                          |                                          |                                          |                                          |                                                           |                                                           |                                                           |                                                           |                                                           |                                                           |                                             |                                             | Frederik X van Denemarken (1968)            | Frederik X van Denemarken (1968)            | Frederik X van Denemarken (1968)   | Frederik X van Denemarken (1968)   | Frederik X van Denemarken (1968)  | Frederik X van Denemarken (1968)  |                                   |                                   |  |  |                                         |                                         | Joachim van Denemarken (1969)           | Joachim van Denemarken (1969)           | Joachim van Denemarken (1969)           | Joachim van Denemarken (1969)           | Joachim van Denemarken (1969)                            | Joachim van Denemarken (1969)                            |                                                          |                                                          |                                                          |                                                          |                                     |                                     |                                         |                                         |                                         |                                         |                                         |                                         |                                      |                                      |                                      |                                      |                                      |                                      |  |  |  |  |  |  |  |  |  |  |  |  |  |  |  |  |  |  |  |  |  |  |  |  |  |  |  |  |  |  |  |  |  |  |  |  |  |  |  |  |  |  |  |  |  |  |  |  |